# Year of the Dragon
Year of the Dragon — девятый альбом немецкой диско-группы Modern Talking, выпущенный 28 февраля 2000 года под лейблами Hansa Records и BMG Music Publishing. Третий студийный альбом группы после воссоединения в 1998 году.
В России альбом получил премию «Рекордъ» в номинации «Зарубежный альбом года».

## Об альбоме
Название альбома символично — 2000 год по китайскому зодиаку был годом Дракона. В альбоме просматривается китайская тематика — в песнях присутствуют звуки колоколов, гонгов, китайских народных инструментов. С пластинки вышли два сингла группы — «China In Her Eyes» и «Don’t Take Away My Heart». Это последний альбом в котором приняла участие вся команда работающая с Дитером Боленом с 1984, а именно сопродюсер и аранжировщик Луис Родригес и бэк-вокалисты Рольф Келлер, Михаэль Шольц и Детлиф Виедеке.
Райнер Хенце в своей рецензии на портале Laut.de пишет, что все песни построены по одному шаблону. В белорусской «Музыкальной газете» рецензент отмечает, что вокал, по сравнению с работами группы до распада, не претерпел изменений, но музыка «помоднела»

## Список композиций
1. «China In Her Eyes» (4:22)
2. «Don’t Take Away My Heart» (3:37)
3. «It’s Your Smile» (3:31)
4. «Cosmic Girl» (3:41)
5. «After Your Love Is Gone» (3:41)
6. «Girl Out Of My Dreams» (3:58)
7. «My Lonely Girl» (4:00)
8. «No Face, No Name, No Number» (3:59)
9. «Can’t Let You Go» (4:22)
10. «Part Time Lover» (3:11)
11. «Time Is On My Side» (3:37)
12. «I’ll Never Fall In Love Again» (4:39)
13. «Avec Toi» (3:52)
14. «I’m Not Guilty» (3:39)
15. «Fight For the Right Love» (3:42)
16. «Walking In The Rain Of Paris» (3:41)
17. «Fly To The Moon» (3:37)
18. «Love Is Forever» (3:24)
19. «China In Her Eyes» (feat. Eric Singleton) (3:10)

## Высшие позиции в чартах (2000)
- Германия — 3 место.
- Австрия — 5 место.
- Финляндия — 22 место.
- Норвегия — 26 место.
- Швеция — 28 место.
- Европа — 10 место.